# 第聶伯良內

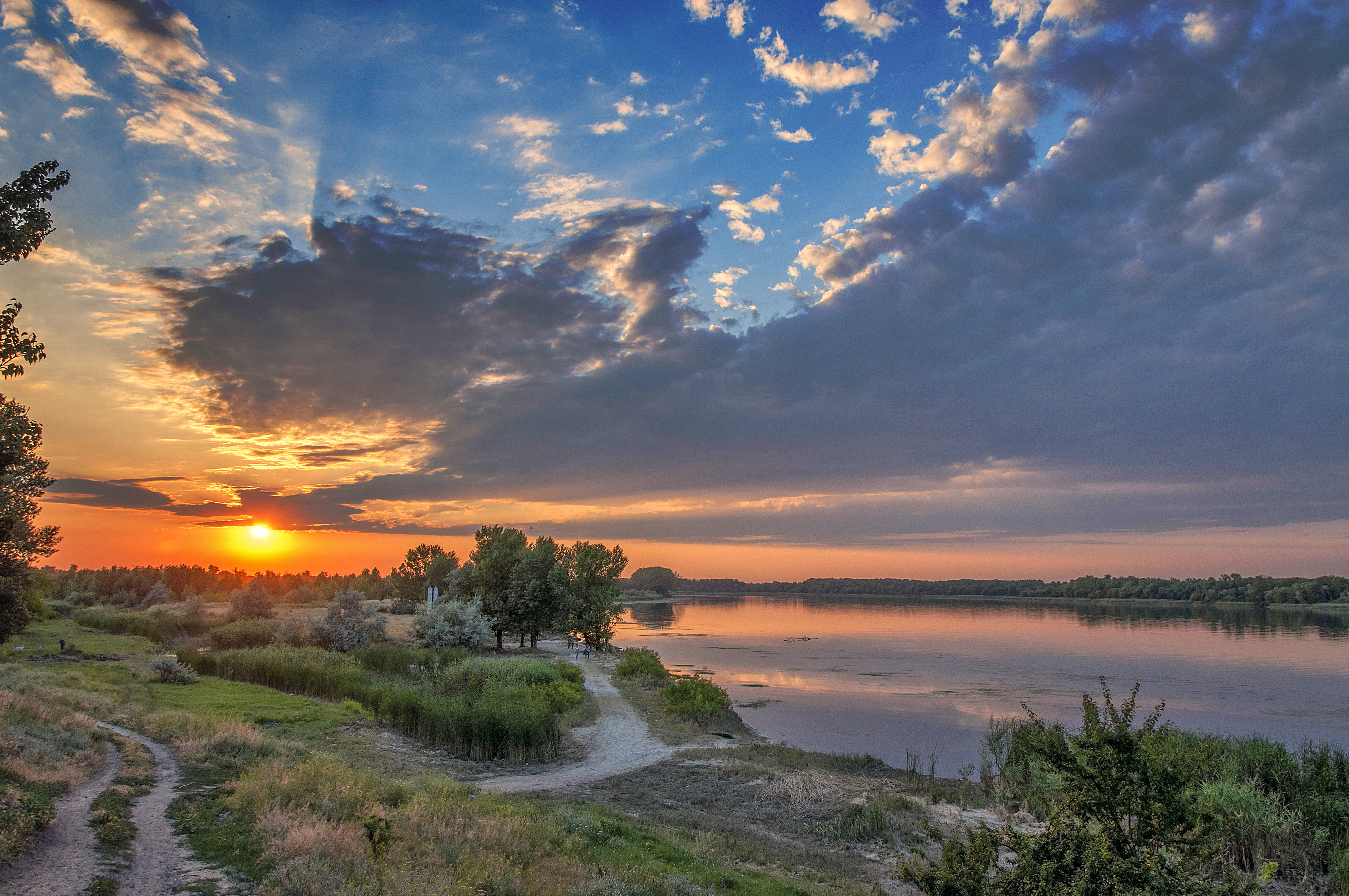
第聂伯河岸的晚霞

第聂伯良内（羅馬化：Dnipriany）是烏克蘭南部赫爾松州卡霍夫卡區新卡霍夫卡市镇内的市級鎮。處於新卡霍夫卡以西11公里，始建於1791年，面積1.47平方公里，2014年人口4,322，人口密度每平方公里2,940人。